# Mortierella wolfii
Mortierella wolfii är en svampart som beskrevs av B.S. Mehrotra & Baijal 1963. Mortierella wolfii ingår i släktet Mortierella och familjen Mortierellaceae.   Inga underarter finns listade i Catalogue of Life.